# Peter Aust
Peter Aust (* 17. März 1939 in Beuthen; † 26. Januar 1996 in Bad Wildungen) war ein deutscher Schauspieler und Synchronsprecher.

## Leben
Peter Aust erlernte zunächst den Beruf des Maurers und wollte Sänger werden. Von 1960 bis 1964 studierte er an der staatlichen Schauspielschule in Berlin, woran sich Engagements in Zittau und Görlitz anschlossen. Danach wechselte er nach Berlin, spielte dort zunächst am Deutschen Theater und Ende der 1970er-Jahre am Berliner Ensemble, wo er seine Vielseitigkeit ein ums andere Mal unter Beweis stellte. Neben der Schauspielerei war er häufig auch als Chansonsänger zu hören.
Ende der 1960er-Jahre trat Aust in Produktionen der DEFA und des DFF auf. Er spielte meist Hauptrollen in Gegenwartsfilmen und Literaturverfilmungen. Von seiner Rolle als Teufel Flammfuß im Märchenfilm Hans Röckle und der Teufel (1974) meinte Aust später, dass sie ihm am meisten Spaß bereitet hatte. Nachdem die Dieter-Noll-Verfilmung Kippenberg beendet wurde, verließ Aust die DDR in Richtung Westen. Dort spielte er zunächst in West-Berlin am Schillertheater, ließ sich dann aber in Hamburg als freier Schauspieler nieder.
Daneben arbeitete Aust umfangreich als Synchronsprecher und lieh seine markante Stimme international bekannten Schauspielern wie Rutger Hauer, Michel Piccoli (Die Jungfrauen von Rom), Peter Cushing (Teuflisches Alibi), John Lithgow (Footloose), Jean Poiret (Hühnchen in Essig) und Steven Berkoff (Rambo II – Der Auftrag). Oft synchronisierte er auch Serienrollen wie den Staatssekretär „Sir Humphrey Appleby“ (Nigel Hawthorne) in Yes, Minister, den skrupellosen „Grafen Baltar“ (John Colicos) in Kampfstern Galactica und den „Lt. Castillo“ (Edward James Olmos) in der Krimiserie Miami Vice. Für die Video-Erstveröffentlichung von Raumschiff Enterprise: Das nächste Jahrhundert sprach er zudem den Part des Capt. Picard (Patrick Stewart).
Aust verstarb am 26. Januar 1996 im Alter von 56 Jahren in Bad Wildungen an den Folgen einer Operation. Er war mit der Schauspielerin Friederike Aust verheiratet.

## Filmografie (Auswahl)
- 1967: Der Fall der Ulmer Reichswehroffiziere (TV)
- 1968: Die Toten bleiben jung
- 1969: Dr. med. Sommer II
- 1971: Anflug Alpha 1
- 1972: Es ist eine alte Geschichte
- 1972: Die Bilder des Zeugen Schattmann (TV-Vierteiler)
- 1973: Unterm Birnbaum
- 1973: Zement (Fernsehfilm, 2 Teile)
- 1974: Der Staatsanwalt hat das Wort – Schwester Martina (TV-Reihe)
- 1974: Hans Röckle und der Teufel
- 1974: Am Ende der Welt
- 1974: Die Frauen der Wardins (Fernseh-Dreiteiler)
- 1975: Juno und der Pfau (Theateraufzeichnung)
- 1975: Ikarus
- 1976: Leben und Tod Richard III. (Theateraufzeichnung)
- 1977: Die unverbesserliche Barbara
- 1977: Verfolgung (TV)
- 1979: Das unsichtbare Visier: Insel des Todes (TV-Reihe)
- 1979: Die Rache des Kapitäns Mitchell (TV)
- 1979: Ende vom Lied (TV)
- 1981: Kippenberg (Fernsehfilm)
- 1983: Heller Wahn
- 1983: Tatort – Fluppys Masche (TV-Reihe)
- 1984: Feuer für den großen Drachen (TV)
- 1986: Tatort – Tödliche Blende
- 1986: Losberg (TV)
- 1986: Preis der Feigheit (TV)
- 1989: Eine unheimliche Karriere
- 1989: Der Alte – Bahnhofsbaby
- 1989: Ein Heim für Tiere (Fernsehserie, drei Folgen)
- 1989: Die Männer vom K3 – Der Mann im Dunkeln
- 1989: Tatort – Alles Theater
- 1990: Der Alte – Ein Schuss zu wenig
- 1990: Tatort/Polizeiruf 110: Unter Brüdern
- 1992: Moebius
- 1993: Tatort – Berlin – beste Lage

## Theater
- 1967: William Shakespeare: Maß für Maß (Claudio) – Regie: Adolf Dresen (Deutsches Theater Berlin)
- 1968: Johann Wolfgang von Goethe: Faust. Der Tragödie erster Teil (Student) – Regie Wolfgang Heinz/Adolf Dresen (Deutsches Theater Berlin)
- 1968: Hermann Kant: Die Aula – Regie: Uta Birnbaum (Deutsches Theater Berlin)
- 1970: Hans Magnus Enzensberger: Das Verhör von Habana (Babún) – Regie: Manfred Wekwerth (Deutsches Theater Berlin)
- 1970: Helmut Baierl: Der lange Weg zu Lenin (Offizier) – Regie: Adolf Dresen (Deutsches Theater Berlin – Kammerspiele)
- 1970: Claus Hammel: Le Faiseur oder Warten auf Godeau (Hochstapler) – Regie: Hans Bunge/Heinz-Uwe Haus/Hans-Georg Simmgen (Deutsches Theater Berlin)
- 1972: William Shakespeare: Leben und Tod Richard des Dritten (König Edward IV.) – Regie: Manfred Wekwerth (Deutsches Theater Berlin)
- 1972: Ulrich Plenzdorf: Die neuen Leiden des jungen W. – Regie: Horst Schönemann (Deutsches Theater Berlin)
- 1975: Henrik Ibsen: Ein Volksfeind (Journalist Billing) – Regie: Klaus Erforth/Alexander Stillmark (Deutsches Theater Berlin – Kammerspiele)
- 1977: Bertolt Brecht nach Jakob Michael Reinhold Lenz: Der Hofmeister (Läuffer) – Regie: Peter Kupke (Berliner Ensemble)
- 1978: Bertolt Brecht: Leben des Galilei (Balladensänger) – Regie: Manfred Wekwerth/Joachim Tenschert (Berliner Ensemble)
- 1978: Bertolt Brecht: Mutter Courage und ihre Kinder (Feldwebel) – Regie: Peter Kupke (Berliner Ensemble)
- 1981: Bertolt Brecht: Turandot oder der Kongress der Weißwäscher (Hi Wie) – Regie: Manfred Wekwerth/Joachim Tenschert (Berliner Ensemble)

## Hörspiele
- 1969: Peter Hacks nach Aristophanes: Der Frieden (Chor) – Regie: Wolf-Dieter Panse (Hörspiel – Rundfunk der DDR)
- 1983: Michael Gaida: Triebwerk – Regie: Robert Matejka (Hörspiel (Kunstkopf) – RIAS Berlin)